# Nichollssaura
Nichollssaura é um gênero de plesiossauro da superordem Plesiosauroidea, do Cretáceo Inferior do Canadá. Originalmente foi descrita no gênero Nichollsia, mas este estava ocupado por um crustáceo da família Hypsimetopodidae, sendo a espécie renomeada para o gênero Nichollssaura.